# 五车增四
五车增四，即御夫座6（6 Aur, 6 Aurigae）是一颗位于御夫座的恒星，距离地球超过1100光年。
五车增四是一颗K-型巨星，视星等为6.46。